# Ernie Campbell
Pour les articles homonymes, voir Campbell.
William Ernest "Ernie" Campbell, né le 20 octobre 1949 à Sydney en Australie, est un footballeur australien. Il évoluait au poste de milieu de terrain.

## Biographie

### Carrière en équipe nationale
Ernie Campbell est international australien à 15 reprises (1971-1975) pour 3 buts inscrits. 
Le 21 novembre 1971, Campbell reçoit sa première sélection avec l'Australie au cours d'un match contre l'Israël (1-3).
Il participe à la Coupe du monde 1974, où il joue un match face à l'Allemagne. L'Australie est éliminée au premier tour du mondial.